# Bruce Edwards Ivins
Bruce Edwards Ivins (Lebanon, 22 aprile 1946 – Frederick, 29 luglio 2008) è stato un biologo statunitense.

## Biografia

### Infanzia
Bruce Ivins nacque negli Stati Uniti a Lebanon, in Ohio, una cittadina 30 miglia a nord-est di Cincinnati, dove trascorse la propria giovinezza. Era il più giovane dei tre figli di Thomas Randall Ivins e Mary Johnson Knight Ivins. Suo padre, un farmacista che possedeva una farmacia, era attivo nel Rotary Club locale e nella Camera di commercio. La famiglia frequentava regolarmente la chiesa presbiteriana, anche se Ivins faceva parte di una parrocchia cattolica.
Avidamente interessato alla scienza, Ivins partecipò attivamente alle attività extracurricolari della scuola superiore, come la National Honor Society, fiere della scienza, il club dell'attualità e la squadra della scuola per tutti e quattro gli anni. Fu podista, lavorò al giornale e all'annuario scolastico, e fece parte del coro della scuola. Ebbe due figli con Diane Ivins, sua moglie per 33 anni, fino alla sua morte, la quale gestiva un asilo nido. Sua moglie, figli e fratelli erano tutti ancora in vita al momento della sua morte, mentre i suoi genitori erano defunti.

### Il caso antrace
Dopo diversi anni di indagine, Edwards Ivins è stato indicato come l'unico responsabile dei misteriosi casi di attacchi all'antrace del 2001, che causarono la morte di 5 persone e il contagio di altre 17, dando il via ad una forma di panico collettivo, in un momento in cui la società statunitense era ferita dagli attacchi dell'11 settembre.

### Morte
La mattina di domenica 27 luglio 2008, Ivins fu trovato privo di sensi in casa propria. Fu subito trasportato al Frederick Memorial Hospital, dove morì due giorni dopo per overdose da Tylenol, in quello che apparentemente aveva i connotati di un suicidio. Dopo la morte non fu disposta un'autopsia. In un rapporto di polizia circa la sua morte pubblicato nel 2009, tra le cause del decesso figurano problemi al fegato e insufficienza renale, citando inoltre l'acquisto da parte del dottore di due bottiglie di Tylenol PM (contenente difenidramina), contraddicendo le relazioni che indicavano Tylenol con codeina.
La sua famiglia declinò la possibilità di inserirlo in una lista per il trapianto del fegato, e gli fu rimosso il supporto vitale. Alla sua morte, l'FBI rifiutò ogni commento. L'avvocato di Ivins dichiarò in un comunicato come il suo assistito avesse collaborato alle indagini per 6 anni con l'FBI, ribadendo la sua innocenza. Con la morte di Ivins veniva a chiudersi un filone investigativo lungo 7 anni, e alcuni la videro come un tentativo «conveniente» di chiudere le inconcludenti indagini.